# François Pierre Félix von der Weid
François Pierre Félix von der Weid, ou Pierre von der Weid né le 31 mai 1766 à Fribourg (FR) (Suisse), mort le 23 octobre 1810 à Carthagène (Espagne), est un général suisse de la Révolution et de l’Empire.
Il est le frère du général Marie Joseph Simon Alexis von der Weid (1771-1802).

## États de service
Il entre en service en 1774 comme cadet dans la compagnie de son père au régiment suisse de Waldner, il passe sous-lieutenant le 20 juillet 1781, et lieutenant le 26 octobre 1788. Le 31 août 1790, il se trouve à l’Affaire de Nancy, et il fait les premières campagnes de la Révolution à l’armée du Rhin. Licencié avec ce corps le 7 octobre 1792, il sert dans la Garde nationale de Toul en 1793. 
Inspecteur des milices du canton de Fribourg, il est nommé chef de brigade par le général Brune le 6 mars 1798, et il est chargé de l’organisation de deux bataillons de volontaires du canton de Fribourg le 16 janvier 1799. Le 28 mars 1799, il est nommé adjudant-général par le gouvernement de la République helvétique, et il se trouve aux combats de Frauenfeld le 25 mai 1799, de Winterthur le 27 mai 1799, puis du col du Simplon le 28 mai 1799.
Réformé le 31 janvier 1800, il prend le commandement du 1er bataillon d’infanterie de ligne le 26 octobre 1801, et il est promu général de brigade chargé du commandement des troupes de la République helvétique le 3 octobre 1802, puis le 17 mai 1803, le premier Consul le nomme général de brigade au service de la France. Il est fait chevalier de la Légion d’honneur le 11 décembre 1803, et commandeur de l’ordre le 14 juin 1804.
Le 22 septembre 1805, il est mis à la tête de la 2e brigade de la division de dragons du général Baraguey d'Hilliers, et le 3 octobre suivant, il rejoint la Grande Armée. Il participe à la Bataille d'Ulm du 15 au 20 octobre 1805, à la conquête du Tyrol, et aux batailles d’Iéna le 14 octobre 1806 et d’Eylau le 8 février 1807. Il est blessé le 23 décembre 1806, à la bataille de Soldau. Le 14 février 1807, il passe à la 3e division du 7e corps de la Grande Armée, et il assiste au siège de Gdansk de mars à mai 1807, et à la bataille de Friedland le 14 juin 1807.
Le 9 octobre 1808, il est désigné pour faire partie de la 3e division d’infanterie du général Valence à l’armée d’Espagne. Il est fait baron de l’Empire le 21 novembre 1808, et il est fait prisonnier à Carthagène le 5 avril 1809, alors qu’il escorte une colonne de prisonniers.
Il meurt d’une épidémie dans les prisons de cette ville le 23 octobre 1810.

## Dotation
- Le 21 novembre 1808, donataire d’une rente de 4 000 francs en Westphalie.

## Sources
- (en) « Generals Who Served in the French Army during the Period 1789 - 1814: Eberle to Exelmans »
- Thierry Pouliquen, « Les généraux français et étrangers ayant servis [sic] dans la Grande Armée » (consulté le 23 avril 2015)
- Nicolas von der Weid, « Weid, Pierre von der » dans le Dictionnaire historique de la Suisse en ligne, version du 4 juin 2013..
- A. Lievyns, Jean Maurice Verdot, Pierre Bégat, Fastes de la Légion-d'honneur, biographie de tous les décorés accompagnée de l'histoire législative et réglementaire de l'ordre, Tome 4, Bureau de l’administration, 1844, 640 p. (lire en ligne), p. 107.
- (pl) « Napoléon.org.pl »
- Vicomte Révérend, Armorial du premier empire, tome 4, Honoré Champion, libraire, Paris, 1897, p. 385.
- Arthur Chuquet, Ordres et apostilles de Napoléon (1799-1815), paris, librairie ancienne Honoré Champion, 1911, p. 82